# Рита (индуизм)
Рита (санскр. ऋत, IAST: ṛtá) — термин на ведийском санскрите, в буквальном переводе означающий «естественный порядок вещей», родственен авестийскому aša/arta. Антонимом слова рита является анрита.
Изложенное в Ведах понятие риты явилось философской основой для концепции дхармы в индуизме и других индийских религиях. Рита представляет собой универсальный космический закон, в согласии с которым происходит «упорядочивание неупорядоченного», вращение Вселенной и существование всего сущего, включая космос, человечество и его нравственные устои. Рита принимается как основа справедливости, праведности и морали. Рита рассматривается как истина в самом широком смысле этого слова.
Различными проявлениями риты выступают невидимые для простых смертных людей дэвы и их деяния, управляемые ими процессы во Вселенной и природные явления на Земле. Индивид, отличающийся праведностью и благочестием, всегда действует в согласии с ритой. Рита определяется не извне, а из самой себя, она определяет всё, включая себя. Установленная дэвами, рита ими же охраняется и поддерживается в борьбе со своей полной противоположностью — анритой («неупорядоченностью», «отсутствием риты»).
В современном контексте вместо термина «рита» используется более развитый и в настоящее время являющийся стандартным термин «дхарма».
Из ведийских дэвов наиболее тесно связаны с понятием риты Варуна и Митра.